# Luigi Villa x BKG 9.8
Luigi Villa x BKG 9.8 foi uma das primeiras disputas midiáticas entre humanos e computadores em jogos. A disputa ocorreu em 15 de julho de 1979, quando o programa de computador BKG 9.8, que fora criado para jogar xadrez, descobriu outra aptidão, o gamão. A máquina foi convidada para competir contra o então campeão mundial do jogo, o italiano Luigi Villa. O campeão mundial foi surpreendido e acabou perdendo por 7 a 1 para o BKG 9.8, o que fez com que seu criador, o professor de ciências da computação Hans Berliner, levasse US$ 5.000 para casa.
Esta foi a primeira vez que um computador venceu um campeão mundial em jogos de tabuleiro.

## Análise das Partidas
Uma análise mínima dos jogos da partida com Villa foi realizada. A análise confirma que Villa, como esperado, certamente foi um dos melhores jogadores humanos da história. Embora ambos os lados tenham cometido alguns erros, o BKG 9.8 cometeu dois erros que poderiam tê-lo prejudicado mais, mas não devido a uma ocorrência afortunada no final do jogo 3. Villa não cometeu nenhum erro grave. BKG 9.8 fez vários movimentos pendentes (verdadeiramente notável quando se considera que eles foram feitos por uma máquina), enquanto Villa teve pouca oportunidade de fazer algo sensacional porque seu estilo ou as oportunidades nos jogos não permitiram isso.
Villa jogou 80 movimentos não forçados durante a partida. Ao dar esses jogos ao BKG 9.8, e pedindo que ele se movesse na situação de Villa, 51 vezes escolheu o mesmo movimento que ele. Das 29 vezes que o programa jogou de forma diferente, houve uma ocasião em que escolheu um movimento claramente melhor, e sete vezes quando escolheu alternativas claramente inferiores. As restantes 21 diferenças exigiriam um quadro de jogadores melhores do que eu para julgar seus méritos. Teria jogado um jogo (Jogo 4) exatamente como fez Villa.
Berliner declarou mais tarde em uma entrevista: "Villa fez as jogadas tecnicamente corretas quase que o tempo todo, enquanto que o programa não fez a melhor jogada em oito das 73 situações não forçadas. Apenas um dos erros, no entanto, deu ao programa algum problema. Um especialista não teria feito a maioria dos erros que o programa realizou, mas eles só poderiam ser explorados uma pequena porcentagem do tempo".